# 히가시오구라촌
히가시오구라촌(東小椋村)은 시가현 사카타군에 설치되었던 촌이다.